# 蛟龙号潜水器
蛟龙号潛水艇是一艘由中华人民共和国自行设计、自主集成研制的载人潜水器，也是863计划中的一个重大研究专项，设计深度为7,000米。2010年5月至7月，蛟龙号在南中国海中进行了多次下潜任务，最大下潜深度达到了3,759米。2011年7月26日，蛟龙号载人潜水器达到深度5,057米。2012年6月27日，下潜深度更達到了7062.68米。2015年3月17日，蛟龍號正式靠泊科考母港在国家深海基地36°20′05.49″N 120°43′54.41″E / 36.3348583°N 120.7317806°E。

## 技术参数

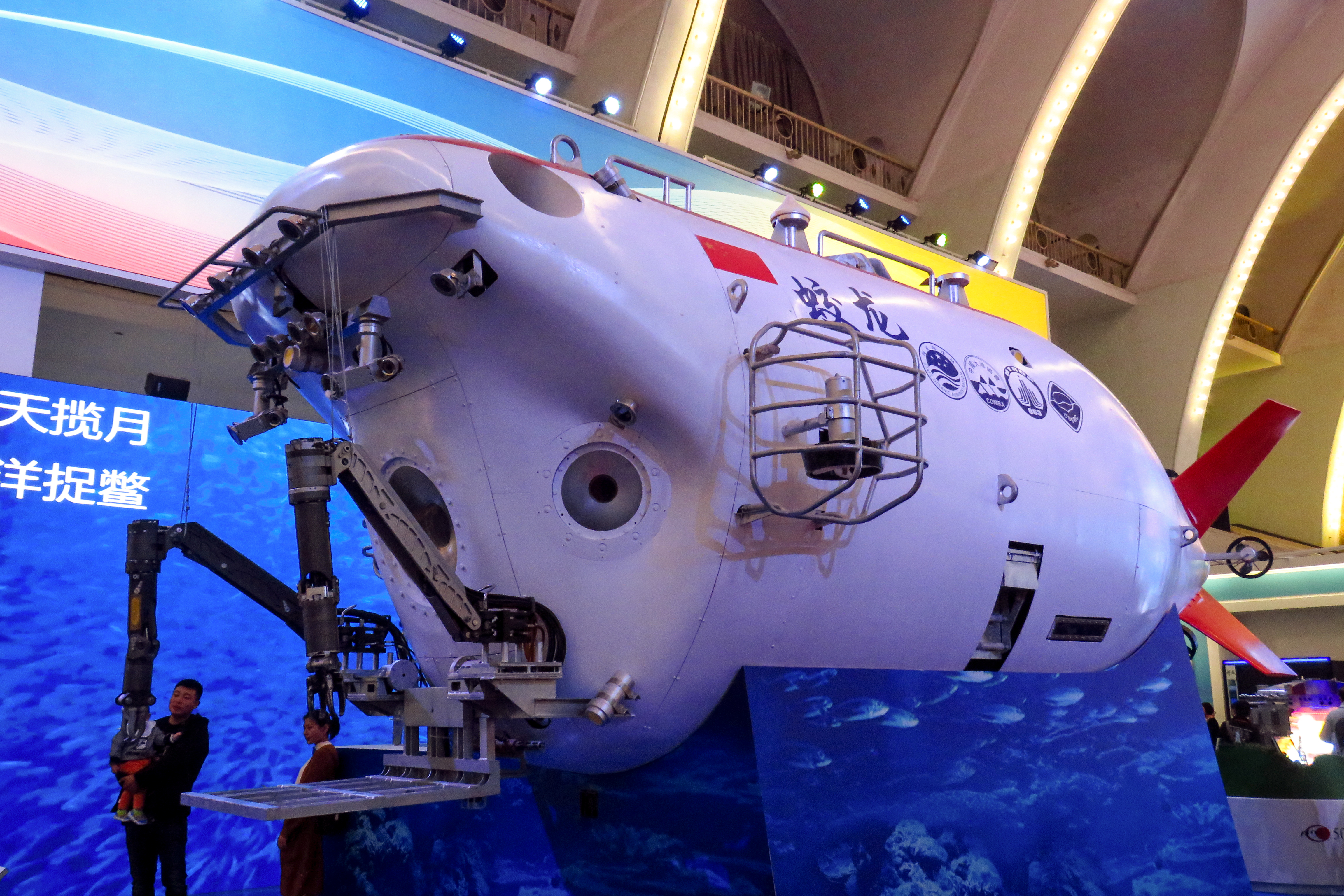
蛟龍號潛水器模型，于北京展览馆举办的“砥砺奋进的五年”大型成就展中展出

蛟龙号长8.2米、宽3.0米、高3.4米，在空气中的重量不超过22吨，不包括乘员重量的情况下，有效负载220公斤，设计潜水深度为7,000米，可承载一名潜航员和两名科学家共三人，可探索占世界海洋面积99.8%的海域，不过距離地球海洋已知的最深處馬里亞納海溝底部的10,911米仍有相當距離。

## 研制过程
该项目始自2002年，被中华人民共和国科技部列入863计划重大专项。其研制工作共有包括中国科学院沈阳自动化研究所在内的约100家科研机构和企业参加。蛟龙号的总设计师是中国深潜技术专家徐芑南。

## 远期目标
2012年6月12日，中船重工702研究所副所长，2002年起担任“蛟龙”号载人潜水器的第一副总设计师、总体与集成子项目负责人崔维成，在接受记者采访时说，“最终，我们要做出1万1千米级的载人潜水器，在海洋最深处的海底自由航行、作业，这样，中国就真正成为载人深潜发达国家。”

## 下潜任务

### 中国南海
2010年5月31日至7月18日，蛟龙号在中国南海3,000米级的深海中共完成了17次下潜任务，其中7次穿越2,000米深度，4次突破3,000米，最大下潜深度达到了3,759米，共在水底作业9小时零3分，这使中国成为了继美国、法国、俄国、日本之后，第五个掌握3,500米以上大深度载人深潜技术的国家。在其中一次下潜任务成功后，潜航员利用机械手在南中国海海底插上了一面中国国旗。

#### 争议
在中国宣布用蛟龙号在南中国海海底插上了中华人民共和国国旗后，有媒体称中国并没有说明蛟龙号的下潜方位以及是否去了有领土争议的水域，也没有说明为什么时隔一个月才公布有关的消息。而中国军事评论员宋晓军则称中国此次行动只是为了在公海中寻找资源，而其他大国例如美国、日本、法国、俄罗斯都有类似行为。中国人民大学教授时殷弘也强调说中国在南海拥有专属经济区和一些岛屿和岛礁的主权，外界无权指责中国。

### 东太平洋
2011年7月1日上午，“蛟龙号”载人潜水器将伴随“向阳红09”试验母船从江阴苏南国际码头启航，奔赴东太平洋执行为期47天的5,000米级海上深潜试验任务。
2011年7月21日凌晨3点，中国载人深潜进行5,000米海试，“蛟龙号”成功下潜。5时许，蛟龙号潜水器已达4,027米左右，突破去年创下的3,759米纪录。经过5个多小时的水下作业，8时许，“蛟龙号”首次深潜圆满成功。
北京时间2011年7月26日6时12分首次下潜至5038.5米，顺利完成5000米级海试主要任务。这个下潜深度意味着“蛟龙”号可以到达全球超过70%的海底。参加本次下潜的三位潜航员是叶聪、杨波和付文韬。
北京时间2011年7月28日9时07分，潜水器顺利下潜至5188米水深，再次创造了新的下潜深度，验证了潜水器在大深度环境下的技术功能和性能指标。
北京时间2011年7月30日，凌晨4时26分至13时02分，蛟龙号在完成第四次下潜并在海底布放标志物后顺利返回到“向阳红09”母船，历时近9个小时的下潜取得圆满成功。“蛟龙”号载人潜水器在深度5182米的位置坐底，并成功安放了中国大洋协会的标志和一个木雕的中国龙，之后完成了海水、海底生物的提取以及锰结核采样等工作。
2011年8月18日，“向阳红09”船搭载着蛟龙号顺利返回并抵达了江苏江阴苏南国际码头。

### 马里亚纳海沟
2012年6月3日上午，“向阳红09”试验母船将搭载蛟龙号载人潜水器从江阴苏南国际码头起航，奔赴马里亚纳海沟区域执行蛟龙号载人潜水器7000米级海试任务，来自中国18家单位的96名参试队员将挑战中国载人深潜历史的新纪录。“蛟龙”号载人潜水器总设计师徐芑南说，2012年6月中下旬，“蛟龙”号将在西太平洋马里亚纳海沟附近密克罗尼西亚海域进行7000米级载人深海潜水试验，试验将面临最大设计水深，高水压、低温等挑战。
2012年6月11日，蛟龙号抵达试验海域。

#### 7000米级海试首次下潜
2012年6月15日早上7时（北京时间），中国3名试航员乘“蛟龙”号载人潜水器开始进行7000米级海试第一次下潜试验。6月15日10:09，中国“蛟龙号”载人潜水器再创纪录，成功下潜至6200米的海底深度。“蛟龙”号首次已经下潜至6500米深度，最终下潜深度需等到潜水器返回水面，经过分析后才能确定。经海试现场指挥部确认，“蛟龙”号载人潜水器7000米级海试首次下潜最大深度6671米。

#### 第二次下潜
由于潜水器液压系统出现故障，原定6月18日进行的“蛟龙”号7000米级海试第二次下潜试验取消。
2012年6月19日，中国载人深潜器“蛟龙”号7000米级海试第二次试验最大下潜深度达6965米，再创中国载人深潜记录。北京时间6月19日5时25分，蛟龙号潜水器开始进行第二次下潜试验。9点24分，“蛟龙”号第二次坐底，下潜深度6965米。
在第二次下潜试验中，“蛟龙”号的可调压载系统曾无法正常实现排水功能，此后两天一直在彻查故障原因、排除故障并进行潜水器的例行维护。

#### 第三次下潜
北京时间6月22日5时，“蛟龙”号载人潜水器开始进行7000米级海试第三次下潜试验，预计下潜时间10小时，下潜深度6960米左右。5时13分，蛟龙号载人潜水器布放入水。7点53分，下潜深度已经突破5000米。8点53分，完成坐底，下潜深度达到6953米。15时54分，蛟龙号完成第三次下潜试验浮出水面。据指挥部发布信息，蛟龙号当天基本完成了试验计划，在海底作业三个多小时，六次坐底，取得三个水样、三个沉积物样，拍摄到海底生物。当天最大下潜深度6963米。

#### 第四次下潜
2012年6月24日，中国“蛟龙”号载人潜水器在西太平洋的马里亚纳海沟试验海区创造了中国载人深潜最新记录，首次突破7000米，达7020米，创造中国载人深潜新的历史记录，这也是世界同类型的载人潜水器的最大下潜深度。
北京时间6月24日，5时29分潜水器开始注水下潜，6时44分，“蛟龙”号下潜深度超过3000米。7时40分，蛟龙号下潜深度超过5100米，8点54分，下潜深度7005米，8点57分，潜水器已经坐底，最大下潜深度7015米，9时15分，最大下潜深度达到7020米，并已经坐底。

#### 第五次下潜
北京时间6月27日5时05分，“蛟龙”号载人潜水器开始进行7000米级海试第五次下潜试验。5点29分，“蛟龙”号开始注水下潜。8时45分，“蛟龙”号第一次坐底，深度7009米。9时50分，“蛟龙”号在7058米处开始作业。11点47分，潜水器到达7062.68米深度海底。16时40分，潜水器返回试验母船甲板。
“蛟龙”号第五次下潜的任务不在于深度，而是主要测试定点作业能力、搜寻海底生物和取样的能力、潜水器抗压能力等。下潜试验全程历时695分钟，进行了标志物布放、测深侧扫等作业，并从海底取回了三个海水样品、两个沉积物样品和一个生物样品。

#### 第六次下潜
北京时间6月30日5时23分，“蛟龙”号载人潜水器被布防入水，开始进行7000米级海试第六次、也是全部海试中的最后一次下潜试验。9时56分，“蛟龙”号到达今天最大深度7035米，并坐底。下午14时33分，“蛟龙”号浮出水面，完成了中国“蛟龙”号7000米级海试的全部试验。
此次下潜试验主要任务是在对前五次下潜试验的结果进行综合分析的基础上“查缺补漏”地进行检验，安排相应试验内容。叶小聪、崔维成和张东升担任试航员。

## 轶事
2012年6月15日，“蛟龙”号在马里亚纳海沟进行7000米级海试第一次下潜试验时，三名潜航员在“蛟龙”号潜至水下6000米时与水面指挥人员通话，遥祝次日的“神舟九号”发射成功。
2013年5月17日上午，多位中共中央政治局常委，包括中共中央總書記習近平、國務院總理李克強、中央書記處書記劉雲山、國務院副總理張高麗在北京人民大會堂會見載人深潛先進單位和先進工作者代表，代表黨中央、國務院，向勝利完成蛟龍號載人深潛海試任務的廣大科技工作者、幹部職工表示熱烈祝賀和誠摯問候，勉勵大家團結拼搏、開拓奮進，推動海洋事業取得新突破。

### 互致祝福
2012年6月24日17时41分，顺利完成手控交会对接任务的神舟九号航天员景海鹏、刘旺、刘洋，与创造了中国载人深潜7000米新纪录的3位潜航员叶聪、刘开周、杨波分别在太空和海底互相表示祝贺和问候。
2012年6月24日9时07分，“蛟龙”号载人潜水器在西太平洋马里亚纳海沟下潜至7020米，创造了中国载人深潜新纪录。这也是世界同类型载人潜水器的最大下潜深度。12时55分，航天员成功“驾驶”神舟九号与天宫一号实现刚性连接，再次形成组合体，中国首次手控空间交会对接试验成功。一天之内，中国同时诞生了载人航天和载人深潜的國內新纪录。